# Вебстер (Техас)
Вебстер (англ. Webster) — місто (англ. city) в США, в окрузі Гарріс штату Техас. Населення — 12 499 осіб (2020).

## Географія
Вебстер розташований за координатами 29°31′55″ пн. ш. 95°6′59″ зх. д. / 29.53194° пн. ш. 95.11639° зх. д. (29.532072, -95.116478).  За даними Бюро перепису населення США в 2010 році місто мало площу 16,96 км², з яких 16,41 км² — суходіл та 0,55 км² — водойми.

## Демографія
Згідно з переписом 2010 року, у місті мешкало 10 400 осіб у 4900 домогосподарствах у складі 2095 родин. Густота населення становила 613 осіб/км².  Було 5763 помешкання (340/км²).
Расовий склад населення:
| - 59,6 % — білих - 13,6 % — чорних або афроамериканців - 4,5 % — азіатів - 0,7 % — корінних американців - 0,1 % — вихідців з тихоокеанських островів - 17,4 % — осіб інших рас |

До двох чи більше рас належало 4,0 %. Частка іспаномовних становила 34,0 % від усіх жителів.
За віковим діапазоном населення розподілялося таким чином: 20,1 % — особи молодші 18 років, 70,8 % — особи у віці 18—64 років, 9,1 % — особи у віці 65 років та старші. Медіана віку мешканця становила 29,8 року. На 100 осіб жіночої статі у місті припадало 99,9 чоловіків;  на 100 жінок у віці від 18 років та старших — 98,7 чоловіків також старших 18 років.
Середній дохід на одне домашнє господарство  становив 55 908 доларів США (медіана — 44 758), а середній дохід на одну сім'ю — 60 303 долари (медіана — 44 215). Медіана доходів становила 37 289 доларів для чоловіків та 37 078 доларів для жінок. За межею бідності перебувало 17,6 % осіб, у тому числі 32,4 % дітей у віці до 18 років та 5,6 % осіб у віці 65 років та старших.
Цивільне працевлаштоване населення становило 6196 осіб. Основні галузі зайнятості: мистецтво, розваги та відпочинок — 24,1 %, освіта, охорона здоров'я та соціальна допомога — 20,3 %, науковці, спеціалісти, менеджери — 13,5 %, роздрібна торгівля — 8,3 %.